# Włodzimierz Wiszniewski
Włodzimierz Wiszniewski (ur. 5 maja 1934 w Łasku, zm. 14 października 2019 w Lublinie) – polski aktor teatralny, filmowy i telewizyjny.

## Życiorys
Syn Włodzimierza Wiszniewskiego seniora i Ireny Czajkowskiej. Absolwent Państwowej Wyższej Szkoły Filmowej, Telewizyjnej i Teatralnej im. Leona Schillera w Łodzi (1957). Od 1957 nieprzerwanie związany z Teatrem im. Juliusza Osterwy w Lublinie. Najważniejsze role: Cześnik w Zemście, Falstaf w Wesołych Kumoszkach z Windsoru, Jowialski w Panu Jowialskim.
Wyróżniony nagrodami prezydenta i wojewody.

## Role teatralne
- Zemsta (1968) (1984) – Cześnik
- Wesołe Kumoszki z Windsoru (1976) – Falstaff
- Świętoszek (1984) – Orgon
- Pamiętnik Paska (1982) – Pasek
- Garderobiany (1987) – Sir
- Wesele – Czepiec
- Pan Jowialski (1993) – Jowialski
- Dom otwarty (1997) Wuj – Telesfor
- Kordian (1999) – Papież
- Skąpiec (2001)
- Poskromienie złośnicy (2001)
- Kąpielisko Ostrów (2001) – Pan Wacław
- Rewizor (2002) – Ziemlanik
- Wesele (2006) – Wernyhora
- Niewolnice z Pipidówki (2007) – Burmistrz Grzmotnicki
- Sarmacja (2008) – Książę Wojewoda (rola nagrodzona Złotą Maską)

## Role w Teatrze Telewizji
- „Horsztyński” w reż. Zbigniewa Zapasiewicza
- „Drugie zabicie psa” w reż. Tomasza Wiszniewskiego (1996)
- „Temida jest kobietą...” w reż. Tomasza Wiszniewskiego – Woźny

## Filmografia
- Odejścia, powroty (serial telewizyjny) (1972) – kelner (odc. 3. Tak bardzo zmęczeni)
- Profesor na drodze (1973) – Bardziak, uczeń w Technikum dla Pracujących
- Awans (1974)
- Ile jest życia (serial telewizyjny) (1974) – dyrektor fabryki (odc. 10. Seans nie ostatni)
- Życie na gorąco (serial telewizyjny) (1978) – inżynier Podgórny, zastępca Kwiatkowskiego (odc. 6. Tupanaca)
- Sekret Enigmy (1979) – gestapowiec w Sachsenhausen
- Tajemnica Enigmy (serial telewizyjny) (1979) – gestapowiec w Sachsenhausen (odc. 8. Smak zwycięstwa)
- Polonia Restituta (1980) – działacz z Górnego Śląska u Wojciecha Korfantego
- Zamach stanu (1980) – Mieczysław Mastek, poseł PPS oskarżony w procesie brzeskim
- Zmartwychwstanie Jana Wióro (1982)
- Katastrofa w Gibraltarze (1983) – Winston Churchill, premier Wielkiej Brytanii
- Magiczne ognie (1983) – dyrektor Adam Jastrzębski, przyjaciel Bienia
- 1944 (serial telewizyjny) (1984) (odc. 3. Jan)
- Ognisty anioł (1985)
- Sceny dziecięce z życia prowincji (1985) – towarzysz B.
- Na kłopoty… Bednarski (serial telewizyjny) (1986) – „Igła” (odc. 2. Bursztynowe serce i odc. 5. Znak węża)
- Chichot Pana Boga (1988) – mieszkaniec bloku Webera
- Mistrz i Małgorzata (serial telewizyjny) (1988) (odc. 1. Seans czarnej magii)
- Nowy Jork, czwarta rano (1988)
- Powrót do Polski (1988) – Kontrowicz, dyrektor hotelu „Bazar”
- Spadek (1988) – Słobodzian
- Zakole (1988) – Władysław, sąsiad Tomasza
- Modrzejewska (1989) – aktor w sztuce Lubowskiego
- Qui vivra verra... kto przeżyje zobaczy (1989)
- Kuchnia polska (1991) – sołtys Miłkowa
- Kuchnia Polska (serial telewizyjny) (1991) – sołtys Miłkowa (odc. 1.)
- Pogranicze w ogniu (serial telewizyjny) (1991) – generał, dowódca garnizonu w Inowrocławiu (odc. 13.)
- Dwa księżyce (1993) – gospodarz rozmawiający z ojcem Michała
- Tam, gdzie żyją Eskimosi (Where Eskimos Live) (2001) – sprzedawca samochodu na stacji benzynowej

## Odznaczenia i nagrody
- Złoty Krzyż Zasługi (1976)
- Srebrny Krzyż Zasługi (1969)
- Medal 10-lecia Polski Ludowej (1955)
- Medal 40-lecia Polski Ludowej (1984)
- Srebrny Medal „Zasłużony Kulturze Gloria Artis” (2006)
- Odznaka Honorowa „Zasłużony Działacz Kultury” (1971)